# V1315 Aquilae
V1315 Aquilae är en dubbelstjärna belägen i den norra delen av stjärnbilden Örnen. Den har en skenbar magnitud av ca 13,8 och kräver ett kraftfullt teleskop för att kunna observeras. Baserat på parallax enligt Gaia Data Release 2 på ca 2,23 mas beräknas den befinna sig på ett avstånd av ca 1 460 ljusår (ca 449 parsec) från solen. Den rör sig bort från solen med en heliocentrisk radialhastighet av ca 38 km/s.

## Observation
L. P. Metik upptäckte stjärnan 1961. Ganska ovanligt ger upptäcktsrapporten inte objektets himmelskoordinater, utan presenterar istället en karta som visar var stjärnan befinner sig på himlen i förhållande till närliggande stjärnor. Stjärnan fick 1977 dess variabelbeteckning, V1315 Aquilae.

## Egenskaper
V1315 Aquilae är en kataklysmisk variabel stjärna i underuppsättningen av novaliknande (NL) variabler, specifikt en SW Sextantis-stjärna (en typ av vit dvärgdonator stjärnpar). Dessa karakteriserades som att de har icke-magnetiska vita dvärgar - alltså som inte genomgår dvärgnovans ljusstarkaa lumineringar ("utbrott"). Det finns dock motbevis för viss magnetism. Eftersom V1315 Aquilae är en SW Sextantis-stjärna har den en hög massöverföringshastighet, så den befinner sig i steady-state ackretion och i ett konstant tillstånd av utbrott. Den avger det mesta av dess ljus i det synliga området, och detta kommer från ackretionsskivan. Förmörkelsedjupet är 1,8 magbitud. Ingen beskrivning av givarstjärnan har presenterats.

### Novaskal
V1315 Aquilae har ett ungefär sfäriskt skal av material runt sig av  maximalt 1 × 10−5 solmassa, vilket är för litet för att vara en planetarisk nebulosa eller mer avancerad supernovarest. Det överensstämmer med modeller av en kvarleva av ett utbrott i novaskala som är 500 till 1200 år gammalt (det vill säga plus tiden för ljuset från detta system att ta sig till jorden). V1315 Aquilae är det första novaliknande systemet som har upptäckts med ett novaskal.